# La Vie sauve
Pour plus de détails, voir Fiche technique et Distribution.
La Vie sauve est un moyen métrage français réalisé par Alain Raoust et sorti en 1998.

## Fiche technique
- Titre : La Vie sauve
- Réalisation : Alain Raoust
- Scénario : Alain Raoust
- Photographie : Hélène Louvart
- Décors : Françoise Arnaud
- Son : Franck Cartaut
- Montage : Sophie Deseuzes
- Musique : Manolo Cedron
- Production : Ahora Films
- Pays de production :  France
- Durée : 55 minutes
- Date de sortie : France - 6 mai 1998

## Distribution
- Mila Savic
- Yasna Zivanovic
- Mathilde Wambergue
- Philippe Dormoy
- Pierre Berriau

## Distinctions
- Festival Côté court de Pantin 1997 : grand prix[1]